# Fabricio Oberto
Fabricio Oberto, né le 21 mars 1975 à Las Varillas dans la province de Córdoba en Argentine, est un ancien joueur argentin de basket-ball.
En novembre 2010, il décide de mettre fin à sa carrière à cause de problèmes récurrents de palpitations cardiaques. 

## Biographie
Fin janvier 2012, les Bulls de Chicago lui proposent de revenir en lui offrant un contrat d'un an pour devenir la doublure de Joakim Noah.

## Palmarès

### Équipe nationale
- Jeux olympiques
  -  Médaille d'or aux Jeux olympiques de 2004 à Athènes, Grèce
  -  Médaille de bronze aux Jeux olympiques de 2008 à Pékin, Chine
- Championnat du monde
  -  Médaille d'argent au Championnat du monde de basket masculin 2002
- Championnat des Amériques
  -  Vainqueur du Championnat des Amériques 2001 à Neuquén (Argentine)
  -  Vainqueur du Championnat des Amériques 2011 à Mar del Plata (Argentine)
  -  Médaille d'argent du Tournoi des Amériques 1995, 2003

### En club
- Champion NBA : 2007
- Coupe ULEB : 2003
- Championnat d'Espagne : 2002
- Coupe du Roi : 2002
- Ligue sud-américaine : 1997, 1998
- Panamericano de Clubes : 1994, 1996
- Ligue d'Argentine : 1998

## Records sur une rencontre en NBA
Les records personnels de Fabricio Oberto en NBA sont les suivants, :
| Type de statistique        | Saison régulière | Saison régulière           | Saison régulière | Playoffs | Playoffs                         | Playoffs      |
| Type de statistique        | Record           | Adversaire                 | Date             | Record   | Adversaire                       | Date          |
| -------------------------- | ---------------- | -------------------------- | ---------------- | -------- | -------------------------------- | ------------- |
| Points                     | 22               | Suns de Phoenix            | 8 novembre 2006  | 14       | 2 fois                           | 2 fois        |
| Paniers marqués            | 11               | Suns de Phoenix            | 8 novembre 2006  | 6        | 2 fois                           | 2 fois        |
| Paniers tentés             | 11               | 2 fois                     | 2 fois           | 10       | Nuggets de Denver                | 25 avril 2007 |
| Paniers à 3 points réussis | -                | -                          | -                | -        | -                                | -             |
| Paniers à 3 points tentés  | 1                | 4 fois                     | 4 fois           | 1        | @ Jazz de l'Utah                 | 28 mai 2007   |
| Lancers francs réussis     | 6                | Warriors de Golden State   | 6 décembre 2008  | 4        | @ Mavericks de Dallas            | 23 avril 2009 |
| Lancers francs tentés      | 8                | Warriors de Golden State   | 6 décembre 2008  | 4        | 3 fois                           | 3 fois        |
| Rebonds offensifs          | 8                | SuperSonics de Seattle     | 21 février 2006  | 6        | @ Jazz de l'Utah                 | 28 mai 2007   |
| Rebonds défensifs          | 12               | @ Lakers de Los Angeles    | 13 décembre 2007 | 8        | 2 fois                           | 2 fois        |
| Rebonds totaux             | 16               | @ Lakers de Los Angeles    | 13 décembre 2007 | 11       | @ Jazz de l'Utah                 | 28 mai 2007   |
| Passes décisives           | 5                | 5 fois                     | 5 fois           | 4        | Hornets de La Nouvelle-Orléans   | 15 mai 2008   |
| Interceptions              | 2                | 14 fois                    | 14 fois          | 2        | 2 fois                           | 2 fois        |
| Contres                    | 4                | @ Nuggets de Denver        | 3 février 2009   | 2        | @ Hornets de La Nouvelle-Orléans | 3 mai 2008    |
| Balles perdues             | 4                | @ Warriors de Golden State | 26 mars 2007     | 2        | 6 fois                           | 6 fois        |
| Minutes jouées             | 39               | Suns de Phoenix            | 8 novembre 2006  | 37       | @ Jazz de l'Utah                 | 28 mai 2007   |

- Double-double : 8 (dont 1 en playoffs)
- Triple-double : 0